# Palacio de los Leones (San Cristóbal)
El Palacio de Los Leones fue construido por el general Eustoquio Gómez de la Presidencia del Estado Táchira, entre 1925 y 1931. Por decreto de fecha 6 de diciembre de 1922 y sus obras finalizaron con una gran solemne inauguración, el 19 de diciembre de 1931. Cuando el Palacio de los Leones fue completado en 1931, se convirtió en la edificación de carácter público y del estado, como también la con mayor jerarquía de la ciudad de San Cristóbal y de importante símbolo de la era moderna.
Luego de su inauguración en 1931, se desestimó su destino original para la Municipalidad y se traspasó la edificación para la sede del Gobierno del Estado Táchira y de la Asamblea Legislativa, distribuyéndose sus espacios para los despachos y oficinas de los poderes ejecutivo y legislativo así como para las secretarías y direcciones de ambos, encargadas de la alta administración de los asuntos del Estado.